# Lamentate
Lamentate (grafisch: LamenTate) is een compositie van Arvo Pärt. 

## Geschiedenis
De opdracht voor dit werk voor piano en symfonieorkest kwam van Tate Modern en Egg Live. Pärt liet zich inspireren door het artistiek kunstwerk Marsyas van Anish Kapoor. Pärt droeg het werk als zodanig op aan het kunstwerk. De satyr Marsyas werd volgens de mythologie gevild door de god Apollo, Kapoor maakte een kunstwerk van 150 meter lang en 35 meter hoog, dat opgesteld werd in een oude turbinehal van Tate Modern. De kleur is dan uiteraard rood. Van diezelfde ruimte gebruikte Pärt de akoestiek als basis van de klank van dit werk, dat haar première beleefde op 7 februari 2003. Pianiste Hélène Grimaud liet zich begeleiden door het London Sinfonietta onder leiding van dirigent Alexander Briger. Nadien reviseerde Pärt het werk; de definitieve versie was in november 2003 gereed. Pärt geeft zelf aan dat het werk niet gezien kan worden als pianoconcert. De piano staat als (grootste muziekinstrument als) eenling breekbaar tegenover het robuuste orkest. 

## Muziek
Het werk is geschreven in de door Pärt zelf gecreëerde muziekstijl tintinnabuli, waarin het meditatieve en minimal music de boventoon voeren. De muziek is doorgecomponeerd maar kent de volgende secties: Minacciando, Spietato, Fraggile, Pregando, Solitudine stato d’animo, Consolante, Stridendo, Lamentabile, Risolutamente en Fragile e conciliante. Naxos omschreef het als een klaagzang (lament) voor degenen die lijden aan pijn en hopeloosheid.
Een bijzondere uitvoering vond plaats op 31 januari 2012 in Carnegie Hall. Daar werd toen een concert gegeven ter viering van de 75e verjaardag van Philip Glass. Glass had zelf in overleg met Dennis Russell Davies om dit werk verzocht. Uitvoerenden waren Maki Namekawa en het Bruckner Linz Orchester onder leiding van Dennis Russell Davies. Diezelfde combinatie legde het werk in december 2016 vast voor Orange Mountain Music, het platenlabel van Glass. 

### Orkestratie
- solopiano
- 1 piccolo, 2 dwarsfluiten, 2 hobo’s,  2 klarinetten, 2 fagotten
- 4 hoorns, 2 trompetten, 2 trombones
- pauken, 4 man/vrouw percussie
- violen, altviolen, celli, contrabassen

## Discografie
- Brilliant Classics bracht in 2023 een cd uit met de naam "Pärt: Lamentate" met pianist en zenmeester Pedro Piquero als solist en het Orquesta de Extremadura onder leiding van Álvaro Albiach.
- ECM Records: Alexei Lubimov (piano) met het SWR Sinfonieorchester o.l.v. Andrej Borejko (2005)
- Naxos: Ralph van Raat met het Nederlands Radiokamerorkest onder leiding van JoAnn Falletta (2011, boekwerkje geraadpleegd 4 juli 2019)
- Orange Mountain Music: Maki Namekawa en het Bruckner Linz Orchester onder leiding van Dennis Russell Davies
- Accentus music 2020: Onute Grazinyte (piano) Edward King (cello) Modestas Pitrenas (Conductor) Lithuanian National Symphony Orchestra

Eerste Symfonie (1963) · Tweede Symfonie (1966) · Pro et contra (1966) · Derde Symfonie (1971) · Für Alina (1976) · Fratres (1977) · Sarah was ninety years old (1976) · Arbos (1977) · Tabula Rasa (1977) · Cantus in memory of Benjamin Britten (1977) · Missa sillabica (1977) · Variationen zur Gesundung von Arinuschka (1977) · Spiegel im Spiegel (1978) · Summa (1980) · De profundis (1980) · Passio Domini nostri Jesu Christi secundum Johannem (1982) · Te Deum (1986) · Stabat mater (1985) · Zeven Magnificat-antifonen (1988) · Festina lente (1990) · Miserere (1989) · Magnificat (1989) · The Beatitudes (1991) · Silouans Song (1991) · Berliner Messe (1992) · Concerto piccolo über B-A-C-H (1994) · Which was the Son of... (2000) · Passacaglia (2003) · In principio (2003) · Lamentate (2002) · Da pacem Domine (2004) · Für Lennart in memoriam (2006) · Vierde symfonie "Los Angeles" (2008) · The deer's cry (2008)